# Descurainia nana
Descurainia nana là một loài thực vật có hoa trong họ Cải. Loài này được Romanczuk mô tả khoa học đầu tiên năm 1984.